# Sali Haidara

Sali Haidara (Knokke-Heist, 1995) is een Belgische (musical)actrice, zangeres & stemactrice. Sali werd geboren in Knokke-Heist, maar groeide op in Brugge. Ze is vooral bekend van haar rol als Maria Hernandez in de Ketnet-serie #LikeMe. 
Ze studeerde musicaltheater aan de Fontys Hogeschool voor de Kunsten in Tilburg. Verder is ze ook nog leerkracht Frans. En sinds 2024 is Sali verloofd. Haidara is ook actief als radiopresentatrice op zondagmiddag bij Studio Brussel. 
In 2024 nam ze deel aan De Slimste Mens ter Wereld.

## Carrièreoverzicht
| Titel                             | Rol                | Producent   | Jaar      |
| --------------------------------- | ------------------ | ----------- | --------- |
| Charlie and the Chocolate Factory | Violet Beauregarde | Deep Bridge | 2022      |
| #LikeMe                           | Maria Hernandez    | Ketnet      | 2020-2023 |
| De Slimste Mens ter Wereld        | zichzelf           | VRT         | 2024      |
| Soho Sinders                      | stiefzus           | WWM!        | 2016      |